# La historia del baúl rosado
La historia del Baúl rosado es una película colombiana dirigida por Libia Stella Gómez y estrenada el 4 de noviembre de 2005.

## Argumento
La historia está recreada en la Bogotá de los años cuarenta y comienza cuando se descubre el contenido de un baúl que fue devuelto a la estación de Tren, porque fue enviada como encomienda a Barbosa con un destinatario y un remitente falsos. 
La investigación es dirigida por el detective Mariano Corzo que tiene que luchar contra el periodista Hipólito Mosquera que se empeña en convertir el caso en un suceso periodístico. Durante la investigación, el detective Corzo descubre que otro detective, Álvaro Rosas vende la información a los periodistas y les exhorta a tergiversar los datos para generar dramatismo entre los lectores del diario "la Verdad" a fin de mostrar al departamento de Policía como una institución prolija en la investigación criminal.

## Premios y reconocimientos
- Premio de Guion para Largometraje, Ministerio de Cultura de Colombia.
- Beca de creación para la realización de Largometraje Ópera Prima, Ministerio de Cultura de Colombia.
- Finalización de Largometrajes, Fondo para el Desarrollo Cinematográfico -FDC-.
- Estímulo para desarrollo y coproducción, Programa Ibermedia.